# Kamienica przy Rynku 50 we Wrocławiu
Kamienica przy Rynku 50 – kamienica na wrocławskim rynku, na jego północnej pierzei, zwanej Targiem Łakoci; dawny dom handlowy Hünert, który wraz z przedwojennymi domami handlowymi „Marcus” i „Trautner” stanowi „najważniejszy relikt oryginalnej zabudowy północnej pierzei Rynku”.

## Historia i architektura kamienicy

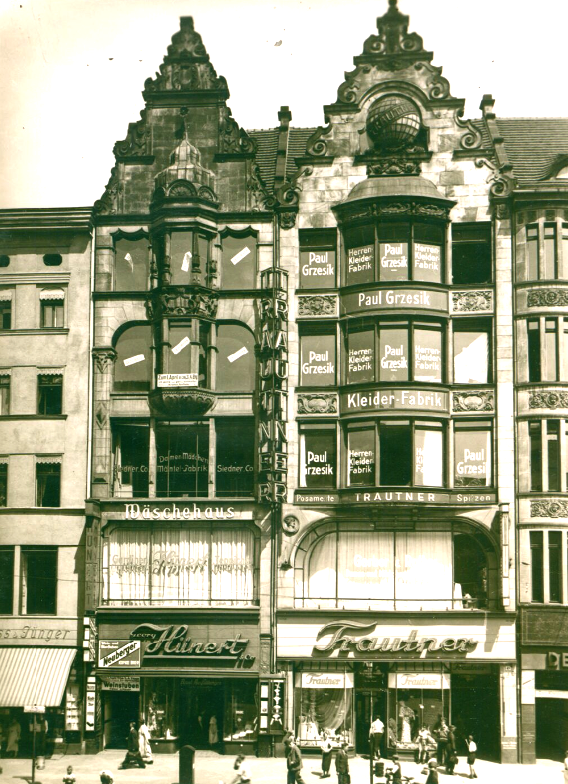
Kamienica przy Rynku 50 (z prawej) w latach 1936-1938

Pierwszy budynek na parceli nr 50 wzniesiono w średniowieczu. W 1903 roku kamienica została rozebrana a na średniowiecznych murach od strony Rynku, wzniesiono nowy dom handlowy Hünert. Według Pawła Kirsche jego projektantem była spółka Schlesinger & Benedict; Krystyna Kirschke za projektantów podaje architektów Richarda i Paula Ehrlichów dla których był to pierwszy wspólny projekt braci. Budynek był pięciokondygnacyjny z przyłączoną oficyną boczną i z czterokondygnacyjnym skrzydłem tylnym obniżającym się schodkowo w kierunku ulicy Igielnej. W części piwnicznej zachowano ceramiczne beczkowe sklepienia.
Częściowo secesyjna a częściowo pseudorenesansowa fasada kamienicy została wyłożona piaskowcem otaczającym wielkie witryny okienne o rozpiętości całej elewacji. Czwartej i piątej kondygnacji nadano formę zbliżoną do kamienicy mieszczańskiej. W osi środkowej te kondygnacje zostały spięte płaskim wykuszem opartym na kamiennym, pokrytym płaskorzeźbami wsporniku. Pośrodku wykusza, dwie kondygnacje rozdzielały rzeźby czterech putt Daszek zakończony był metalowym secesyjnym kwiatem słonecznika. Fasadę budynku zmykał wysoki szczyt ujęty w wolutowe spływy.
Do 1914 roku w budynku znajdował się Dom Handlowy Hünert (Geschäftshaus "Hünert") oraz Winiarnia Littauera. Po I wojnie światowej budynek został połączony z sąsiednią kamienicą nr 49 tworząc wspólnie Dom Handlowy "Trautner".

## Po II wojnie światowej
Działania wojenne w 1945 roku nie uszkodziły budynku. Od 1946 roku w kamienicy mieściła się Moda Polska oraz prywatna biblioteka narodowa "Książka na Śląsk" której właścicielem był Sergiusz Kazanowicz. Biblioteka obejmowała dwa pomieszczenia na parterze oraz trzy sale na I piętrze. Biblioteka w kamienicy działała do 9 grudnia 1949 roku a następnie przeniosła się do kamienicy nr 14, na pierwsze piętro. W latach 90. w kamienicy swoją siedzibę miał sklep Empik. Budynek został przebudowany wg projektu Biura Kapitońscy; zmianie uległa elewacja od strony ulicy Igielnej, tylne dziedzińce zostały zabudowane dla zwiększenia powierzchni handlowej. W 2008 roku kondygnacje czwarta i piąta zostały przerobione na apartamenty.